# ضفدع قزم
ضفدع قزم أو ضفدع رغوي (الاسم العلمي: Physalaemus)، جنس ضفادع كبير العدد من فصيلة الكداميات. توجد هذه الضفادع في أمريكا الجنوبية. وهي تشبه إلى حد كبير ضفادع الكدامة. تضم 47 نوع.